# Avi Avital
Pour les articles homonymes, voir Avital.
Avi Avital, né en 1978 à Beer-Sheva, en Israël, est un joueur de mandoline et compositeur israélo-marocain connu pour ses interprétations de pièces baroques et de morceaux traditionnels. Il compose également. Nommé pour un Grammy Award, il a signé un contrat pour une série d'enregistrements sous le label Deutsche Grammophon.

## Parcours
Avital apprend dès le plus jeune âge la mandoline. Il se produit dès l'âge de huit ans avec un orchestre local. Il entre ensuite au conservatoire de l'Académie de musique de Jérusalem, puis fréquente celui de César Pollini à Padoue où son jeu évolue grâce à la transcription d’œuvres pour violon vers des œuvres écrites pour son instrument. Ses premiers enregistrements, des sonates et des concertos de Bach, datent de juin 2012.
Avital donne des concerts au Carnegie Hall, au Lincoln Center for the Performing Arts, à la Philharmonie de Berlin, au Wigmore Hall de Londres, ainsi qu'avec divers orchestres internationaux ou de musique de chambre. En 2013, il effectue une tournée avec l'ensemble Geneva Camerata.
Il reçoit le prix Israel's Aviv Competition de l'America-Israel Cultural Foundation, ainsi que le prix allemand Echo.

## Discographie
Les transcriptions et arrangements sont tous d'Avi Avital.
- Bach, Concertos -  Kammerakademie Potsdam ; Ad-El, clavecin ; Ophira Zakai, théorbe ; Ira Givol, violoncelle (septembre/octobre 2011, DG) (OCLC 797981635)
- Between Worlds : Béla Bartók, Ernest Bloch, Manuel de Falla, Astor Piazzolla, Sulkhan Tsintsadze, traditionnel - Richard Galliano, accordéon ; Catrin Finch, harpe ; Giora Feidman, clarinette ; Itamar Doari, percussion (avril 2013, DG) (OCLC 864336177)
- Vivaldi, Concertos - Orchestre baroque de Venise ; Mahan Esfahani, clavecin ; Ophira Zakai, luth ; Patrick Sepec, violoncelle ; Juan Diego Flórez, ténor (septembre/octobre 2014, DG) (OCLC 900034624)
- Vivaldi, Paisiello, Federico Gardella, Yasuo Kuwahara, Avner Dorman : Concerti per mandolino - Orchestra i Pomeriggi musicale, dir. Carlo Boccadoro (25-28 septembre 2007, La Bottega Discantica) (OCLC 881704691)